# Departamento Matacos
Matacos es un departamento de la provincia de Formosa, Argentina.
Tiene una superficie de 4.431 km² y limita al norte con el departamento de Ramón Lista, al este con el departamento de Bermejo, al sur con la provincia del Chaco y al oeste con la provincia de Salta.
La totalidad del departamento se encuentra dentro del Chaco semiárido, con clima subtropical con estación seca.

## Toponimia
La palabra «mataco» proviene del quechua. Era el modo despectivo que utilizaban los pueblos originarios de la zona andina para nombrar a los wichis y hacía referencia a una especie de armadillo abundante en el área occidental del Gran Chaco. El nombre conserva connotaciones negativas para los habitantes del lugar.

## Demografía
La población del departamento Matacos, —entonces dentro de la jurisdicción del territorio nacional de Formosa—, registró por primera vez en el censo nacional de 1947; ascendía entonces a 1361 habitantes. El siguiente censo nacional se realizó en 1960 y relevó una población de 2654 habitantes, sin registrarse población urbana. Diez años después, el censo de 1970 registró una población de 3168 habitantes, en su totalidad de carácter rural. En 1980 se registró un núcleo de población urbana de 3771 habitantes en la localidad de Ingeniero Juárez.
Cuenta con 17 032 habitantes (Indec, 2022), lo que representa un incremento promedio anual del 1.5% frente a los 14 375 habitantes (Indec, 2010) del censo anterior. La mediana de edad se estableció en 25 años.
| Gráfica de evolución demográfica de Departamento Matacos entre 1991 y 2022 |
|                                                                            |
| Fuente: censos nacionales del INDEC                                        |

### Pueblos originarios
El Instituto de Comunidades Aborígenes informó en 2001 los resultados de un relevamiento según el cual habitaban el departamento Matacos 5775 wichis y 220 qom.

## Economía
Con el objetivo de planificar y promover la producción, se establecieron 8 áreas productivas en la provincia de Formosa. El departamento Matacos pertenece al área productiva Extremo Oeste, caracterizada por un clima subtropical subhúmedo-seco. Se desarrolla la agricultura bajo riego y la ganadería extensiva, especialmente caprinos.
Junto con el departamento Ramón Lista, el departamento Matacos concentra la explotación de gas y petróleo de la provincia.